# Hồ Turawskie
Hồ Turawskie là hồ chứa nước duy trì trong dòng chảy của sông Mała Panew với diện tích 24 km², đập nước cao 13 mét, độ sâu tối đa 13 mét và công suất tối đa 108 triệu m³.
Hồ chứa được xây dựng từ năm 1933 đến 1939 với tên Turawa Stausee, để điều chỉnh độ cao của nước trên sông Oder và cho mục đích giải trí. Do đó, các khu định cư của Zamoście (German Hinterbrueck), Krzyślina (German Krysline), làng Łuk, Pustków và Szcenedr đã bị phá hủy và các ngôi làng mới được xây dựng xung quanh hồ chứa để phục vụ mục đích du lịch; làng Szcenedr đã được xây dựng lại xung quanh phía Nam của hồ chứa với con đường Opolska chạy quanh hồ chứa. Một số gia đình đã được bồi thường hoặc đã được cung cấp nhà tái định cư ở Ligota Turawska gần đó.
Ngoài dòng sông Mała Panew, một dòng sông nhỏ hơn Libawa chảy ra khỏi hồ chứa. Ở đầu ra từ hồ chứa có một nhà máy thủy điện với công suất hoạt động 1,2MW. Phần phía bắc và phía nam của hồ chứa có những bãi biển được bao quanh bởi rừng thông với nhiều khu nghỉ mát. Hồ chứa này cũng nổi tiếng với các môn thể thao dưới nước.
Gần hồ chứa là những hồ khác. Hồ Średnie và Małe (cả hai đều ở phía Nam của hồ chứa) là kết quả của việc khai thác sỏi được sử dụng trong việc xây dựng đập tại hồ chứa. Hồ Srebrne (tên khác như Osowiec, Zielone hoặc Szmaragdowe) nằm trong khu rừng gần làng Osowiec ląski và Turawa, cách khoảng 2 km từ hồ chứa này. Hồ có diện tích 12 ha, và độ sâu lên tới 17 mét. Hồ được tạo ra trên khu vực của một hố ngập nước lớn.